# Campo de concentración de Buchenwald
El campo de concentración de Buchenwald fue uno de los primeros y más grandes campos de concentración en territorio alemán. Estuvo en funcionamiento desde 1937 hasta abril de 1945 en la colina de Ettersberg, cerca de la ciudad de Weimar. Muchos militantes comunistas o sospechosos de serlo, como Ernst Thälmann, estuvieron entre los primeros internados. Estiman que estuvieron presas unas 250 000 personas de toda Europa. El número de víctimas, provocadas por las enfermedades, la mala sanidad, los trabajos forzados, la tortura, experimentos médicos y fusilamientos se estima en 56 000, entre ellas 11 000 judíos.
No obstante, como campo de concentración, en Buchenwald no había cámaras de gas, las cuales eran propias de los campos de exterminio.

Entre 1945 y 1950, el campamento fue utilizado por las autoridades de ocupación soviética como un campo de internamiento para antiguos colaboracionistas nazis, conocido como NKVD Campamento Especial N.º 2.

## Historia

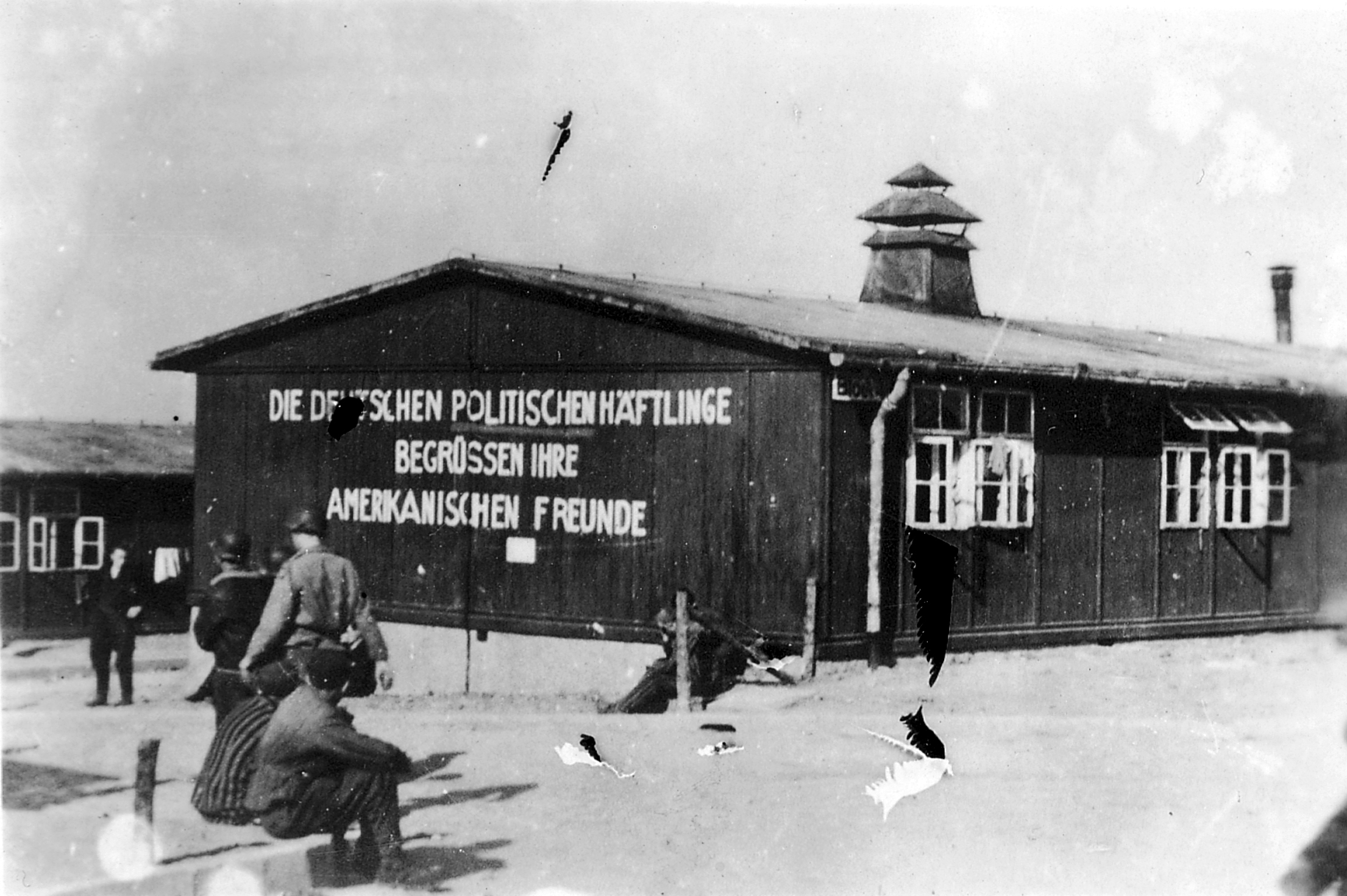
El campo de Buchenwald el día de su liberación, el 16 de abril de 1945.

Buchenwald se inauguró en 1937, con prisioneros traídos del campo de concentración de Lichtenburg. Buchenwald fue habitado por prisioneros, homosexuales, testigos de Jehová y prisioneros políticos, entre otros.
En principio, se trataba de un campo para prisioneros políticos. La ampliación para judíos se produjo en 1938 y, tras la Noche de los cristales rotos, entraron en él unos 10 000 judíos. Buchenwald fue uno de los campos de concentración más utilizados en la Alemania nazi, junto con Auschwitz, siendo este último el más importante. En 1945, justo antes del fin de la guerra, tenía un sobrecupo de alrededor de 100 000 prisioneros. A partir del 6 de abril de ese mismo año, los oficiales de Buchenwald dieron la orden de enviar a los judíos a las llamadas marchas de la muerte. Cuatro días después, el 11 de abril, los estadounidenses llegaron al campo de concentración y descubrieron que los prisioneros se habían amotinado "El Motín de Buchenwald"  y tenían detenidos a sus guardianes poniendo así fin al horror antes de ser liberados por las tropas aliadas.En total, pasaron 240 000 prisioneros por las puertas de Buchenwald y se estima que más de 50 000 murieron, 10 000 de los cuales eran judíos.
Dentro del campo se hicieron varios experimentos pseudocientíficos sobre los prisioneros. Se ensayaron vacunas contra la tifoidea, el cólera y la difteria, entre otras. Uno de los médicos de Buchenwald afirmó haber creado una vacuna contra la homosexualidad mediante un trasplante de hormonas.
El primer comandante del campo de Buchenwald fue Karl Otto Koch. A su segunda mujer, Ilse Koch, se le llamaba la «perra de Buchenwald» por su crueldad y brutalidad en el trato de los presos (gustaba, por ejemplo, de coleccionar la piel tatuada arrancada de los cadáveres de los prisioneros) y por su promiscuidad con los guardias. El segundo comandante del campo fue Hermann Pister.
El nombre del campo fue un quebradero de cabeza para los constructores, ya que se erigió muy cerca del Castillo de Ettersburg, en la colina de Ettersberg, lo que se asociaba con el Clasicismo alemán y con el escritor Goethe, el cual, a su vez, representaba la realización del espíritu alemán y que ya había sido instrumentalizado por el partido nazi. De ahí que no se pudiera dar el nombre de Campo de concentración de Ettersburg, ya que se opuso la Nationalsozialistische Kulturgesellschaft in Weimar ('Asociación Cultural Nacionalsocialista de Weimar'). El nombre de la vecina ciudad de Hottelstedt también se descartó, puesto que entonces los trabajadores del campo pertenecientes a las SS hubiesen tenido que conformarse con un sueldo menor por cuestiones administrativas (Weimar era una ciudad mayor que Ettersburg y los oficiales percibían su salario en función de la importancia del municipio donde tuvieran su puesto de trabajo). El campo fue bautizado con el nombre de Buchenwald a sugerencia de Heinrich Himmler, lo que permitió a los soldados mantener su nivel económico por pertenecer al municipio de Weimar.
Buchenwald, que durante la guerra fue utilizado sobre todo para la industria de armamento, no era un campo de exterminio industrializado, como los grandes campos de concentración del Gobierno General (Gobierno General de los territorios polacos ocupados). Sin embargo, muchos prisioneros fallecieron asesinados o debido al duro trabajo y a las condiciones inhumanas de vida. Algunos grupos de prisioneros, como los de guerra soviéticos, fueron conducidos a las instalaciones de fusilamiento y ejecutados en masa. Dentro de las formas de ejecución, se encontraba el fusilamiento (en la enfermería, mediante una cámara escondida con el verdugo al interior, donde se le hacía pasar al que sería ejecutado a medir su estatura, momento en el cual se abría una pequeña ventana a la altura de la región del cuello y cabeza del prisionero, por donde se realizaba el disparo fatal). Otra forma de ejecución era el ahorcamiento, el cual se efectuaba en el subterráneo del edificio de los hornos de cremación.
En la parte exterior de la verja se erigieron unos barracones aislados para prisioneros ilustres, en los que permanecieron, entre otros, Léon Blum, Rudolf Breitscheid, Fritz Thyssen y Édouard Daladier.

## Experimentos médicos
Se llevaron a cabo numerosos experimentos médicos en prisioneros. Muchos de estos murieron a causa de ellos. Entre otros, fueron infectados con tifus para probar sustancias para vacunas.
Realizaron pruebas infectando a los prisioneros con la bacteria de la tuberculosis. Dado que los prisioneros vivían hacinados en pequeños espacios, algunas enfermedades con las que se experimentaba se extendieron rápido y desembocaron en epidemias que no eran bien tratadas por la administración del campo.

[Un] comandante del campo solía soltar perros feroces contra los prisioneros gitanos que se negaban a la esterilización. Las víctimas eran destrozadas. Los prisioneros homosexuales fueron sometidos a experimentos seudocientíficos en los cuales se les inyectó bacilos de tifus.

Estos experimentos fueron denunciados durante los Juicios de Núremberg. Entre los acusados figuraba el director del Departamento para la Salud de las Tropas en el Instituto Robert Koch de Berlín, el Dr. Gerhard Rose, por los experimentos con tifus en personas de etnia gitana, así como el Hauptsturmführer de las SS, el Dr. Waldemar Hoven, médico jefe del campo de concentración de Buchenwald.

## Presos

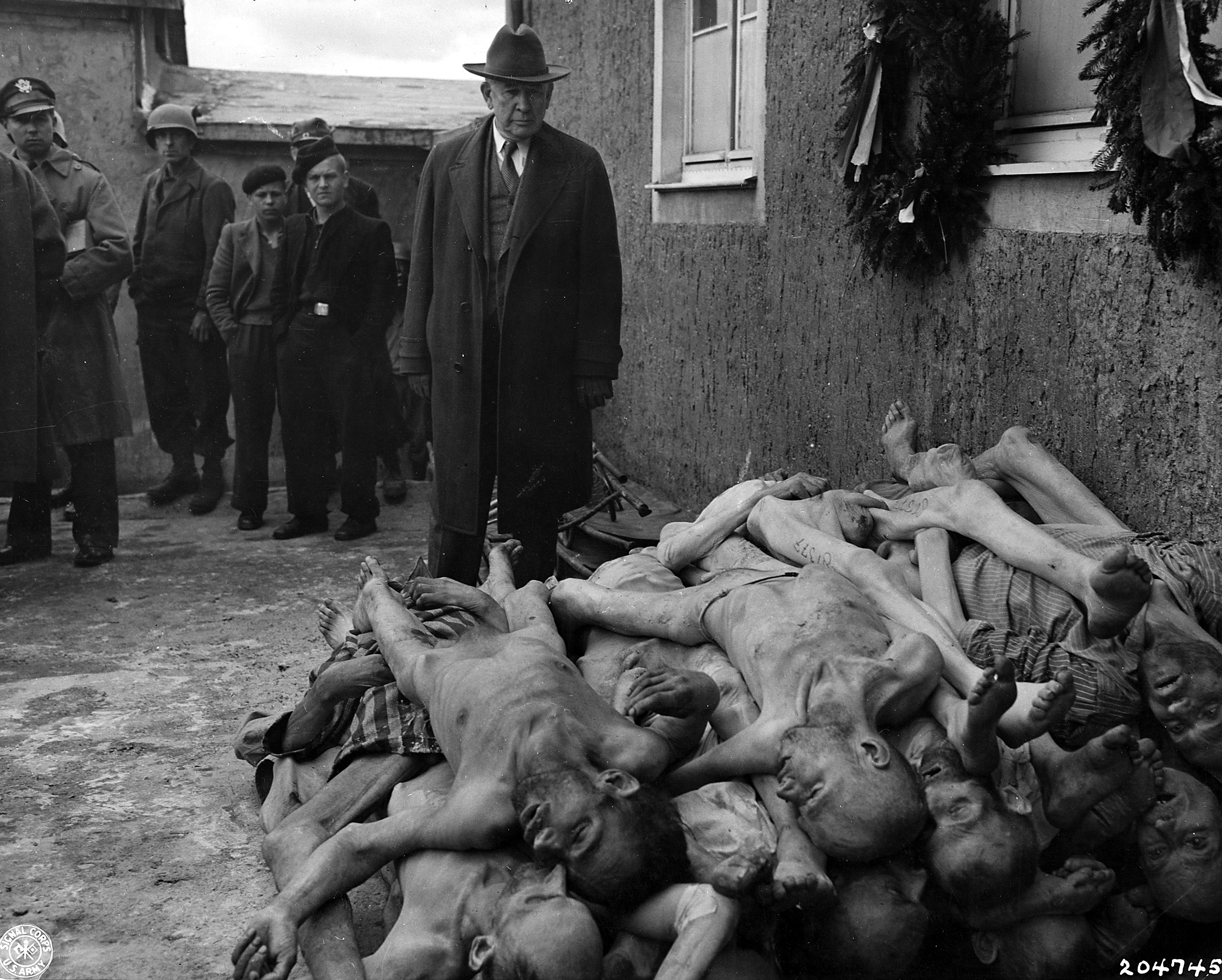
Cadáveres de prisioneros en Buchenwald.

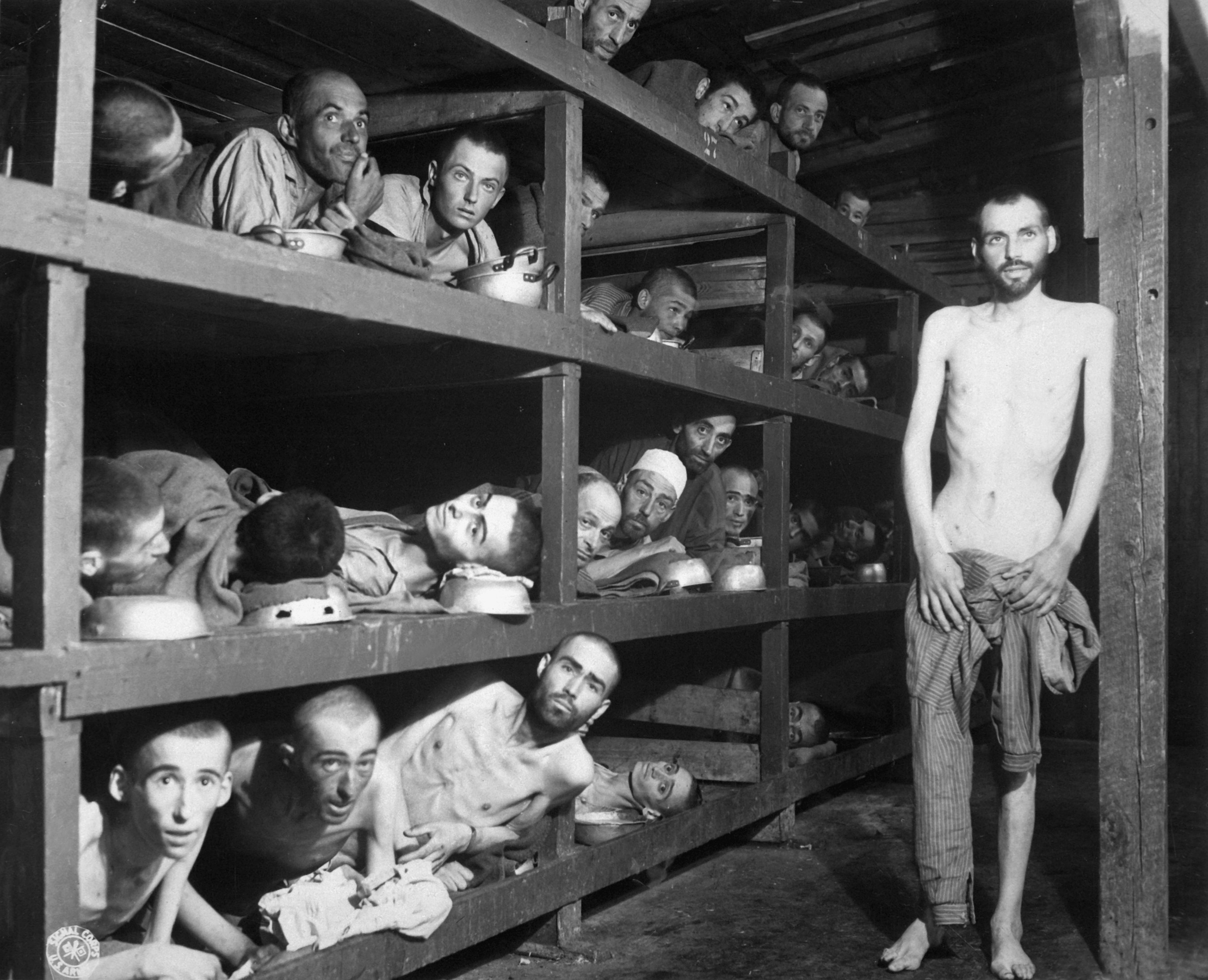
Liberación de prisioneros en Buchenwald.

- Jean Améry, escritor austríaco judío.
- Juan Corti, sacerdote italiano, residente argentino.
- Robert Antelme, escritor y miembro de la resistencia francesa.
- Bruno Apitz, escritor.
- Robert Benoist, piloto de automovilismo francés, vencedor de las 24h de Le Mans en 1937 y agente secreto para la dirección de operaciones especiales de Gran Bretaña.
- Bruno Bettelheim, psicólogo.
- Léon Blum, político francés judío.
- Dietrich Bonhoeffer, teólogo cristiano luterano.
- Rudolf Breitscheid, político socialista.
- Hermann Louis Brill, político socialista.
- Emil Carlebach, editor del Frankfurter Rundschau.
- Primitivo Cordón, sindicalista español de la CNT, luchador antifranquista, resistente en Francia.
- Édouard Daladier, Primer ministro francés.
- Hans Eiden, quien jugó un importante papel en la liberación del campo.
- Alexander von Falkenhausen, General alemán y gobernador militar de Bélgica.
- Roman Felleis, cofundador del RSJ, Juventudes Socialistas Revolucionarias.
- Maurice Halbwachs, sociólogo francés, muerto en 1945 en el campo.
- Ernst Heilmann, político socialista, asesinado por Martin Sommer, miembro de las SS, mediante una inyección letal.
- Stéphane Hessel, diplomático francés, del equipo redactor de la Declaración Universal de los Derechos Humanos.
- Werner Hilpert, político.
- Heinrich Eduard Jacob, escritor alemán judío.
- William Katz (Wilhelm Katz), teólogo judío.
- Imre Kertész, escritor húngaro judío, premio Nobel de Literatura.
- Heinar Kipphardt, dramaturgo.
- Walter Krämer, político comunista.
- Hermann Leopoldi, compositor austríaco.
- Hans Litten, abogado.
- Fritz Löhner-Beda, autor austríaco.
- Jacques Lusseyran, miembro de la resistencia francesa y escritor.
- Paul Morgan, actor austríaco.
- Vicente Moriones, sindicalista español de la CNT, luchador republicano, resistente en Francia.
- Franz Ambrasath Plöger, marinero alemán y pintor internacional; dibujaba los carteles de propaganda contra los NS.
- David Rousset, escritor y activista político francés.
- Herbert Sandberg, director de orquesta y compositor alemán.
- Mafalda de Saboya, hija del rey italiano Víctor Manuel III, muerta en Buchenwald.
- Paul Schneider, el "predicador de Buchenwald", pastor cristiano evangélico.
- Jorge Semprún, escritor y político español, Ministro de Cultura de España (1988-1991).
- Jura Soyfer, escritor y dramaturgo de origen judío.
- Viktor Stoicovic, político ruso izquierdista.
- Leo Tannchen, abogado. Refugiado en Argentina en 1938 por vía consular.
- Ernst Thälmann, Dirigente del Partido Comunista de Alemania (KPD).
- Alexander Ulrych, político polaco.
- Ernst Wiechert, escritor cristiano católico.
- Elie Wiesel, escritor. Premio Nobel de la Paz 1986.
- Walter Wolf (KPD), político comunista. Ministro de cultura en la región de Turingia tras la caída del nazismo.
- Herbert Zipper, compositor austriaco.